# Pandemia de COVID-19 na Roménia
Este artigo documenta os impactos da pandemia de COVID-19 na Roménia. O primeiro caso foi reportado em 26 de fevereiro de 2020.